# Loliginidae
Loliginidae (лат.) — семейство головоногих моллюсков из отряда неритических кальмаров (Myopsida). Не очень крупные, но имеющие важное экологическое и хозяйственное значение животные. Их ловят в большом количестве и высоко ценят во всём мире за вкусное мясо. Они используются также в биомедицинских исследованиях.

## Внешний вид и строение
Для них характерно коренастое туловище, крупная голова и выпуклые круглые глаза. В передней части мантии они имеют характерный дорсальный выступ, а защелка, закрывающая воронку, имеет простое строение, в отличие от оммастрефид. Loliginidae имеют различную форму тела: от коренастого и короткого до удлиненного и узкого. Длина тела от 3 до 100 см. Плавники всегда соединены в задней части тела. Хрусталики глаз покрыты роговицей. Широкий, почти прозрачный гладиус проходит по всей длине мантии.

## Экология
Большинство видов встречается в демерсальных или пелагических шельфовых водах. В основном они обитают в тропиках, и менее распространены в умеренных зонах. Некоторые виды мигрируют сезонно. Плавают быстро и эффективно, часто косяками. Их основной пищей является пойманная рыба.

## Классификация
Биологическая классификация этого семейства проблематична. Исследователи выделяют две группы трудностей, связанных с этим. Во-первых, на видовом уровне, это проблемы, связанные с наличием криптических видов и возможностью гибридизации между такими близкородственными видами. Вторая группа проблемных вопросов — нахождение гомологичных признаков на основе морфологии и установление систематики над видовым уровнем. Среди криптических видов известны также симпатрические виды.
Приведенная ниже классификация соответствует Vecchione et al. (2005 г.) и веб-проекту «Древо жизни» (2010 г.):
- Род Afrololigo
  - Afrololigo mercatoris
- Род Alloteuthis
  - Alloteuthis africanus
  - Alloteuthis media
  - Alloteuthis subulata
- Род Doryteuthis
  - Подрод Amerigo
    - Doryteuthis gahi
    - Doryteuthis ocula
    - Doryteuthis opalescens
    - Doryteuthis pealeii
    - Doryteuthis surinamensis

  - Подрод Doryteuthis
    - Doryteuthis plei
    - Doryteuthis roperi

  - Подрод unnamed
    - Doryteuthis sanpaulensis
- Род Heterololigo
  - Heterololigo bleekeri
- Род Loligo
  - Loligo forbesii
  - Loligo reynaudii
  - Loligo vulgaris
- Род Loliolus
  - Подрод Loliolus
    - Loliolus affinis
    - Loliolus hardwickei

  - Подрод Nipponololigo
    - Loliolus beka
    - Loliolus japonica
    - Loliolus sumatrensis
    - Loliolus uyii
- Род Lolliguncula
  - Подрод Loliolopsis
    - Lolliguncula diomedeae

  - Подрод Lolliguncula
    - Lolliguncula argus
    - Lolliguncula brevis
    - Lolliguncula panamensis
- Род Pickfordiateuthis
  - Pickfordiateuthis bayeri
  - Pickfordiateuthis pulchella
  - Pickfordiateuthis vossi
  - Pickfordiateuthis sp. A
- Род Sepioteuthis
  - Sepioteuthis australis
  - Sepioteuthis lessoniana
  - Sepioteuthis sepioidea
- Род Uroteuthis
  - Подрод Aestuariolus
    - Uroteuthis noctiluca

  - Подрод Photololigo
    - Uroteuthis abulati
    - Uroteuthis arabica
    - Uroteuthis bengalensis
    - Uroteuthis chinensis
    - Uroteuthis duvaucelii
    - Uroteuthis edulis
    - Uroteuthis robsoni
    - Uroteuthis sibogae
    - Uroteuthis singhalensis
    - Uroteuthis vossi

  - Подрод Uroteuthis
    - Uroteuthis bartschi

  - Подрод incertae sedis
    - Uroteuthis pickfordi
    - Uroteuthis reesi